# Piper subcrenulatum
Piper subcrenulatum är en pepparväxtart som beskrevs av C. Dc.. Piper subcrenulatum ingår i släktet Piper och familjen pepparväxter. Inga underarter finns listade i Catalogue of Life.